# Theo Thurlings
Theo Thurlings, właśc. Theodorus Lambertus Mathis Thurlings (ur. 24 grudnia 1916 w Tegelen, zm. 10 września 1997 w Wageningen) – holenderski polityk, ekonomista i nauczyciel akademicki, długoletni członek Eerste Kamer i przewodniczący tej izby w latach 1973–1983.

## Życiorys
Ukończył szkołę średnią w Venlo, a następnie studia ekonomiczne w Nederlandse Economische Hogeschool w Rotterdamie (doktoryzował się w 1945). Pracował na macierzystej uczelni, a od 1949 jako wykładowca w Landbouwhogeschool te Wageningen. Działał w Katolickiej Partii Ludowej, w latach 1956–1963 kierował biurem naukowym swojego ugrupowania. Wraz z KVP w 1980 dołączył do Apelu Chrześcijańsko-Demokratycznego. Od listopada 1956 do września 1983 był członkiem Eerste Kamer. Od września 1973 do września 1983 sprawował urząd przewodniczącego wyższej izby Stanów Generalnych.

## Odznaczenia
- Oficer Orderu Oranje-Nassau (1985)
- Kawaler Orderu Lwa Niderlandzkiego (1968)
- Krzyż Wielki Orderu Lwa Niderlandzkiego (1983)[1]